# 迪特马尔·赫特格
迪特马尔·赫特格（德語：Dietmar Hötger，1947年6月8日—），德国男子柔道运动员。他曾代表东德参加1972年和1976年夏季奥林匹克运动会柔道比赛，其中1972年奥运会获得一枚铜牌。